# Johann Friedrich von Printzen
Johann Friedrich von Printzen, auch von Prinzen, (* 1631; † 4. Mai 1691) war ein kurbrandenburgischer Generalmajor, Chef eines Reiter-Regiments sowie Amtshauptmann von Spandau und Erbherr auf Jerichow und Altenplathow.

## Leben

### Herkunft
Seine Eltern waren Heinrich Wilhelm von Printzen und dessen Ehefrau Anna Elisabeth von Münster.

### Militärkarriere
Über seine Jugend ist wenig bekannt, auch nicht wann genau er in brandenburgische Dienste kam. Am 13. Februar 1671 wurde er dort Oberst und Kommandeur des Kürassier-Regiments Kurprinz en Chef. Nach dem Tod des Inhabers Georg Adam von Pfuhl im Jahr 1672 übernahm er dessen Regiment. Während des Nordischen Krieges war es noch im Jahr 1675 in Wusterhausen und Kyritz stationiert. Mit diesem Regiment nahm er an der Belagerung von Stettin teil. Nach dem Frieden von Nimwegen wurde sein Regiment 1679/1680 in Halberstadt aufgelöst. Am 15. November 1679 wurde er zum Generalmajor ernannt. Kurz zuvor war bereits Joachim Henniges von Treffenfeld zum Generalmajor befördert worden, Printzen beschwerte sich über seine Zurücksetzung und wurde vom Kurfürsten dann ebenfalls befördert.

### Familie
Er heiratete Freiin Judith von Schönaich (1643–1732) Tochter des Sebastian Freiherrn von Schoenaich, Erbherr auf Carolath. Das Paar hatte mehrere Kinder, darunter:
- Marquard Ludwig (1675–1725) preußischer Minister ⚭ Dorothee Sophie von Schlippenbach, Tochter von Karl Friedrich von Schlippenbach
- Judith Elisabeth ⚭ Georg Christoph von Wallwitz[4]
- Johann Friedrich (* 27. Dezember 1680; † 14. Mai 1740), Oberst im Infanterie-Regiment Nr. 14 ⚭ Sophia Elisabeth Henriette von Rindtorf (* 15. Dezember 1694; † 18. Januar 1776) (Schwester von Friedrich Christoph Christian von Rindtorf)